# Залізна сотня
«Залізна сотня» (англ. The Company of Heroes) — копродукційний українсько-австралійський фільм 2004 року режисера Олеся Янчука за мотивами книги Юрія Борця «У вирі боротьби».
23 липня 2004 року за сприяння обласного товариства «Просвіта» фільм вперше було представлено у львівському кінотеатрі «Львів». Фільм згодом також було презентовано 24 серпня 2004 року у київському кінотеатрі «Жовтень».

## Сюжет
Події у фільмі «Залізна сотня» відбуваються на теренах Закерзоння, території, на якій споконвічно проживали мільйони українців, на тлі Другої світової війни та післявоєнного часу, зокрема, під час проведення операції «Вісла».
У вирі цих трагічних подій і опинилася сотня бійців Української Повстанської Армії на чолі з Михайлом Дудою з псевдо Громенко. Зрозуміло, що сили були нерівні, та міць духу, віра в кінцеву перемогу, рухала незламною «Залізною сотнею», залишки якої у 1947 році здійснили героїчний рейд на Захід, до Баварії, яку тоді контролювала американська військова адміністрація.
Герої фільму, побудованого на реальних фактах, молоді українці, які свідомо йшли до лав УПА. Автори фільму не ставили перед собою мету показати лише героїку тих часів.

## Актори
- Микола Боклан — Громенко
- Олег Примогенов — Сова
- Ігор Пісний — Чумак
- Олексій Зубков — Павук
- В'ячеслав Василюк — Когут
- Дмитро Терещук — Міша
- Катерина Кістень — Ксеня
- Олеся Жураківська — Катруся
- Тарас Постніков — Лагідний
- Тарас Жирко — отець Кадило
- Іван Гаврилюк — Рен
- Ірина Бардакова — Марічка
- Володимир Горянський — лектор
- Олег Драч — Барц
- Андрій Снєжко — епізодична роль
- Ярослав Мука — лікар Шувар
- Євген Нищук — Зорян
- Ірма Вітовська — Стефа
- Георгій Морозюк — селянин-зрадник
- Олесь Янчук — старшина
- Ігор Гнєзділов — кіномеханік
- Ярослав Кіргач — майор НКВС
- Григорій Боковенко — старший конвоїр
- Йосип Найдук — епізод
- Петро Бенюк — епізод
- Костянтин Шафоренко — епізод
- Януш Юхницький — епізод
- Анастасія Касілова — епізод
- Володимир Пшеничний — епізод
- Роман Кам'янецький — хлопчик з соколом

## Кошторис
Меценатом фільму став австралійський мільйонер Юрій Борець. Загальний кошторис фільму - $0,5 млн.

## Нагороди та номінації
- 2004: Міжнародний фестиваль продюсерського кіно Росії та України «Кіно-Ялта-2004»[9][10].
- 2004: Кінофестиваль «Бригантина» в Бердянську[11]:
  - Найкраща режисерська робота
  - Найкраща операторська робота
  - Спеціальний приз журі «За збереження національних традицій»

## Творча група
- Сценаристи: Василь Портяк, за участю Михайла Шаєвича, Олександра Шевченка, Олеся Янчука
- Головний продюсер: Юрій Борець
- Продюсери: Орися Борець, Олесь Янчук
- Режисер-постановник: Олесь Янчук
- Оператор-постановник: Віталій Зимовець
- Художник-постановник: Віталій Ясько
- Композитор: Володимир Гронський
- Звукооператор: Наталя Домбругова
- Режисери по монтажу: Наталія Акайомова, Таїсія Гуща
- Художник по костюмах: Олена Кутова
- Художник по гриму: Тетяна Татаренко
- Режисер: Михайло Шаєвич
- Оператор: Михайло Мураткін
- Оператор комбінованих зйомок: Микола Шабаєв
- Реквізитор: Йосип Найдук
- Художник-декоратор: Вадим Петров
- Головний консультант: Василь Кук
- Консультанти: 
  - учасники подій — Іван Кривуцький і Лев Футала
  - кандидат історичних наук Володимир В'ятрович
- Редактор: Олександр Шевченко
- Національний симфонічний оркестр України, диригент — Володимир Сіренко
  - Соло: на сопільці — Олесь Журавчак, на скрипці — Олександр Вишневський
- Виконавець словацької народної пісні: Юрій Брилинський
- Запис музики: Юрій Щелковський
- Координатор проєкту: Роман Панкевич